# Callipallene acus
Callipallene acus is een zeespin uit de familie Callipallenidae. De soort behoort tot het geslacht Callipallene. Callipallene acus werd in 1898 voor het eerst wetenschappelijk beschreven door Meinert. 